# Vogtlandbahn

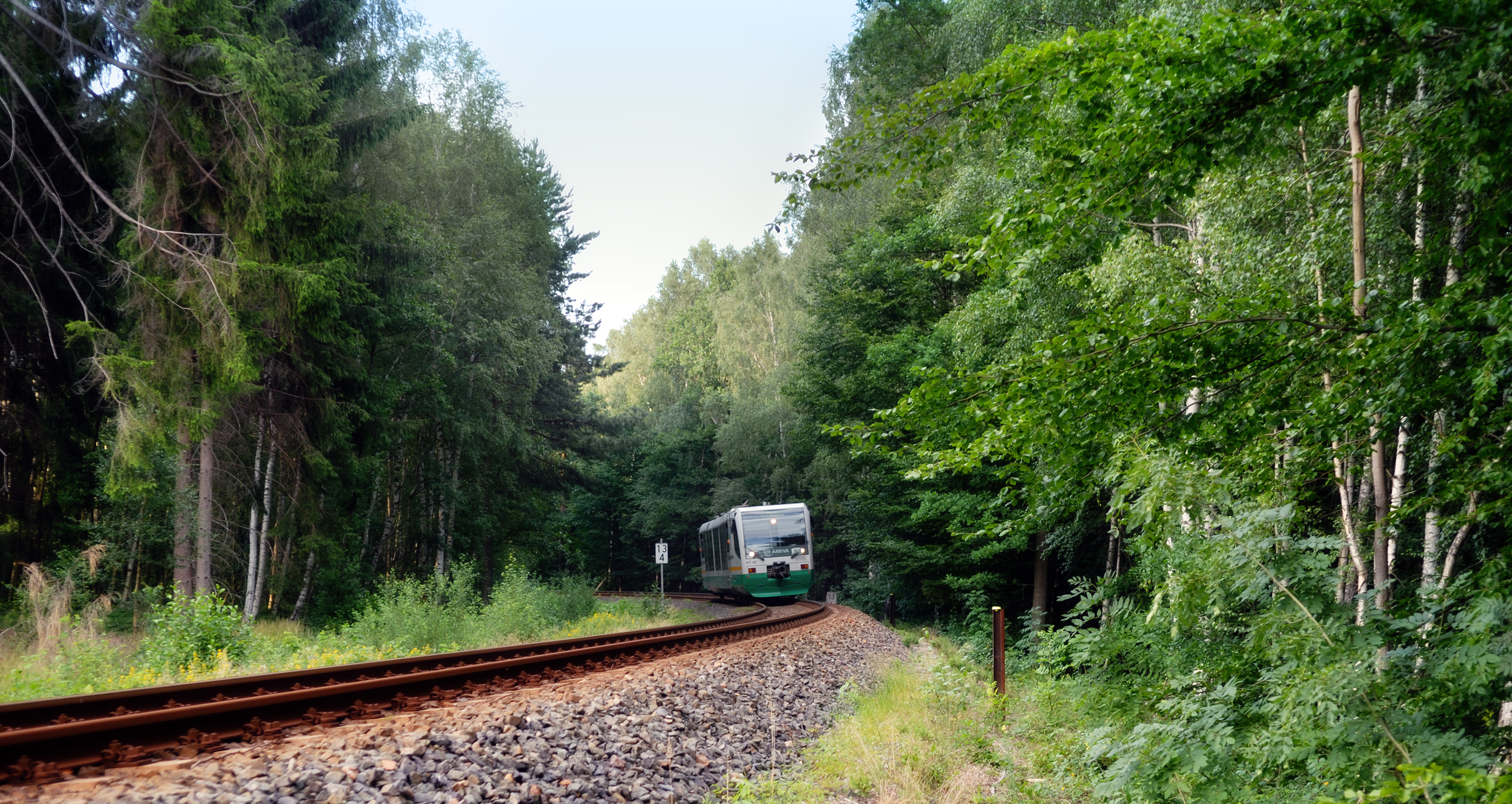
Ein RegioSprinter der Vogtlandbahn nahe dem Haltepunkt Irfersgrün

Die Vogtlandbahn (Eigenschreibweise: vogtlandbahn) ist eine Marke der Länderbahn GmbH im Konzern der Regentalbahn.

## Geschichte
Die Vogtlandbahn entstand aus dem Bestreben des Freistaats Sachsen, die Attraktivität der Bahnstrecken Zwickau – Falkenstein – Klingenthal und Herlasgrün – Falkenstein – Adorf als Modellstrecken zu erhöhen. Am 23. November 1997 nahm die Regentalbahn dann unter der Marke Vogtlandbahn den Betrieb auf. Am 1. Januar 1998 wurde das neue Tochterunternehmen Vogtlandbahn GmbH gegründet, welches die Marke übernahm.
Die Vogtlandbahn GmbH expandierte in den folgenden Jahren stark und etablierte weitere Marken, die in Verbindung mit der Unternehmensbezeichnung vermarktet wurden. So führten beispielsweise die Züge des Trilex lange Zeit auch den Schriftzug der Marke Vogtlandbahn.
Seit 2011 gehört die Regentalbahn, und damit auch die Vogtlandbahn, zur Netinera Deutschland GmbH, welche selbst ein Tochterunternehmen von Trenitalia ist, der Personenverkehrssparte der italienischen Staatsbahn Ferrovie dello Stato Italiane. 2015 wurde die Vogtlandbahn GmbH in „Die Länderbahn GmbH“ umbenannt. Seitdem beschränkt sich die Marke Vogtlandbahn nur noch auf das Kernnetz.
Das zuletzt im Frühjahr 2010 ausgeschriebene Wettbewerbsnetz „Vogtland“ umfasst die Linien Hof – Falkenstein – Adorf, Mariánské Lázne – Plauen ob Bf – Zwickau Zentrum, Weischlitz – Gera sowie Zwickau Zentrum – Kraslice mit jährlich 3,16 Millionen Zugkilometern. Die Konzession läuft bis zum Dezember 2027.

## Linien

### Aktuelle Linien
| Linie | Verlauf | Länge                    | Stationen        | Betriebsaufnahme |
| ----- | --- | ------------------------ | ---------------- | --- |
| RB 1  | Zwickau (Sachs) Zentrum – Zwickau (Sachs) Hbf – Lengenfeld – Auerbach – Falkenstein – Zwotental – Klingenthal – Kraslice                     | 73 km                    | 23               | Zwickau Hbf – Klingenthal: 23. November 1997 Zwickau Zentrum – Zwickau Hbf: 28. Mai 1999 Klingenthal – Kraslice: 28. Mai 2000 |
| RB 2  | Zwickau (Sachs) Zentrum – Zwickau (Sachs) Hbf – Werdau – Reichenbach ob Bf – Plauen (Vogtl) ob Bf (— Hof Hbf) / – Bad Brambach – Cheb (Eger) | 127 km (nach Hof 100 km) | 33 (nach Hof 23) | Zwickau Hbf – Plauen (Vogtl) ob Bf: 13. Oktober 1996 Plauen (Vogtl) ob Bf – Hof Hbf: 28. Mai 2000                             |
| RB 4  | Gera Hbf – Greiz – Elsterberg – Plauen (Vogtl) Mitte – Weischlitz (– Adorf (Vogtl))                                                          | 62 km                    | 16               | Wechselverkehr: 1. Juli 2002 Gesamtverkehr: 14. Dezember 2003                                                                 |
| RB 5  | Mehltheuer – Plauen (Vogtl) ob Bf – Herlasgrün – Auerbach – Falkenstein – Zwotental – Klingenthal – Kraslice                                 | 78 km                    | 21               | Plauen (Vogtl) ob Bf – Falkenstein: 23. November 1997                                                                         |

Zwischen Zwickau, Falkenstein und Klingenthal, Kraslice sowie zwischen Falkenstein und Plauen verkehren die Züge überwiegend im Stundentakt. Am Wochenende wird auf diesen Streckenabschnitten das Angebot zeitweise auf einen Zweistundentakt verringert.
Die aus Zwickau und Hof – Plauen kommenden Triebzüge der Linien VB 1 und VB 5 verkehrten früher als Einheit bis Zwotental, wo sie wieder getrennt („geflügelt“) wurden und separat ihre Fahrt nach Kraslice bzw. Adorf fortsetzten. Gleiches geschah in der Gegenrichtung. Dies hatte den Vorteil, dass auf dem Abschnitt Falkenstein – Zwotental doppelt so viele Fahrgäste befördert werden konnten. Darüber hinaus bot das Zusammenkuppeln beider Züge den betrieblichen Vorteil, dass nicht zwei Trassen für diese Fahrzeuge bestellt werden mussten sowie ein Triebfahrzeugführer alleine die beiden gekuppelten Fahrzeuge fahren konnte.
Die Züge der Linie VB 2 fuhren zwischen dem 12. Dezember 2004 und dem 13. Dezember 2008 alle zwei Stunden bis in die Zwickauer Innenstadt, diese Umläufe begannen bzw. endeten bereits in Adorf und wurden mit Triebwagen des Typs „RegioSprinter“ gefahren. Die Züge, die von Zwickau bis in das tschechische Mariánské Lázně (Marienbad) fuhren, begannen und endeten weiterhin im Zwickauer Hauptbahnhof, da diese mit Triebwagen des Typs „Desiro“ gefahren wurden, die aufgrund ihres höheren Gewichts und der fehlenden Ausstattung nicht für den BOStrab-Betrieb in der Innenstadt geeignet waren. Die Kernstrecke der Linie vom Zwickauer Hauptbahnhof bis Adorf wurde demzufolge stündlich bedient, die äußeren Äste bis Zwickau Zentrum und Mariánské Lázně alle zwei Stunden.
Zum Fahrplanwechsel am 11. Dezember 2016 hat die Vogtlandbahn alle Liniennummern von VL 1, VL 2, VL 4, VL 5 in RB 1, RB 2, RB 4 und RB 5 umbenannt.

### Historie

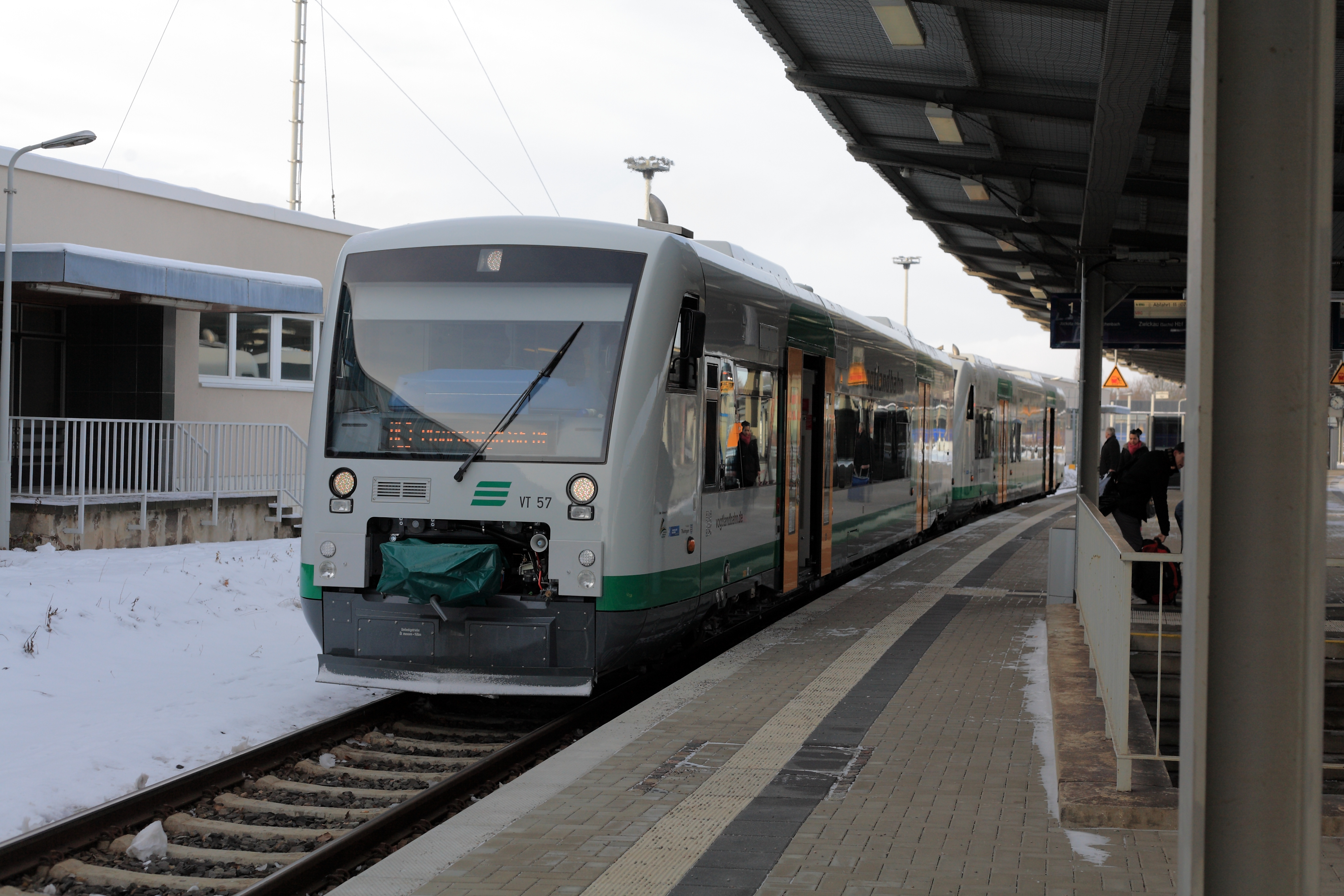
RegioShuttle-Doppeltraktion im oberen Bahnhof Plauen

Nach dem Start mit zwei Linien expandierte die Vogtlandbahn schnell. So wurde die Linie Zwickau–Klingenthal aus dem Anfangsnetz zu Beginn des Sommerfahrplans 2000 nach 55 Jahren der Teilung über die deutsch-tschechische Grenze bis nach Kraslice (Graslitz) verlängert, einzelne Züge ab 2003 bis nach Sokolov (Falkenau) an der Egertalbahn.
Nach der Verlängerung der Linie Zwickau – Plauen – Bad Brambach über das tschechische Cheb (Eger) nach Marktredwitz konnte auch die Linie Plauen – Hof zunächst ab 10. Juni 2001 nach Weiden und ab 15. Dezember 2002 bis Regensburg verlängert werden. Heute werden diese Strecken von Zügen anderer Marken der Länderbahn bedient.
Zum Fahrplanwechsel am 14. Dezember 2003 gab die Vogtlandbahn die Bedienung der Strecke Gera – Weida – Zeulenroda – Mehltheuer an die DB Regio AG ab und erhielt dafür den Gesamtverkehr auf der Elstertalbahn Gera–Greiz–Weischlitz, die sie vorher nur im Wechsel mit der Deutschen Bahn betrieben hatte.
Zum Fahrplanwechsel am 8. Dezember 2006 musste die Vogtlandbahn erstmals die Bedienung einer Strecke ersatzlos aufgeben. Zwischen Schönberg und Schleiz hatte sich die Inanspruchnahme nicht positiv entwickelt, so dass die Nahverkehrsservicegesellschaft Thüringen als zuständiger Aufgabenträger nicht bereit war, einen Weiterbetrieb zu bestellen. Ein Zusammenhang mit der wenige Monate zuvor beschlossenen Kürzung der Regionalisierungsmittel bestand nicht, da die Stilllegung schon davor vorgesehen war.
Im Nordosten Bayerns konnte die Vogtlandbahn Verkehr hinzugewinnen. Im Auftrag von DB Regio Nordostbayern waren seit Dezember 2006 bis zur Übernahme des Dieselnetz Oberfranken durch agilis im Juni 2011 Züge der Vogtlandbahn auf den Strecken (Hof –) Münchberg – Helmbrechts und Lichtenfels – Neuenmarkt-Wirsberg, teilweise neben der Deutschen Bahn, aber auch als Alleinanbieter, im RegionalBahn-Verkehr im Einsatz.
Mit dem Fahrplanwechsel am 8. Dezember 2012 endete der planmäßige Reisezugverkehr zwischen Zwotental und Adorf, der zuletzt nur noch an Wochenenden stattfand.
Im Laufe des Jahres 2022 wurde die Zugbegleiterquote auf 100 Prozent erhöht.

## Tarifliche Besonderheiten
Zusätzlich zum normalen Fahrkartensortiment des Schienenpersonennahverkehrs kann montags bis freitags ab 8 Uhr und an Wochenenden und Feiertagen ganztägig ein rabattiertes „Touren-Ticket“ als Tagesticket für bis zu 5 Personen (und inklusive bis zu 3 Kindern zwischen 6 und 14 Jahren) genutzt werden. Das Fahrrad wird kostenfrei mitgenommen.

## Fahrzeuge
Auf dem Netz kommen Triebwagen des Typs Stadler Regio-Shuttle RS1 zum Einsatz. Bis Dezember 2019 wurden zudem RegioSprinter von Duewag eingesetzt, die zuletzt jedoch ein hohes Alter erreicht hatten und eine dem modernen Anspruch nicht mehr genügende Ausstattung besaßen.

## Zwickauer Modell

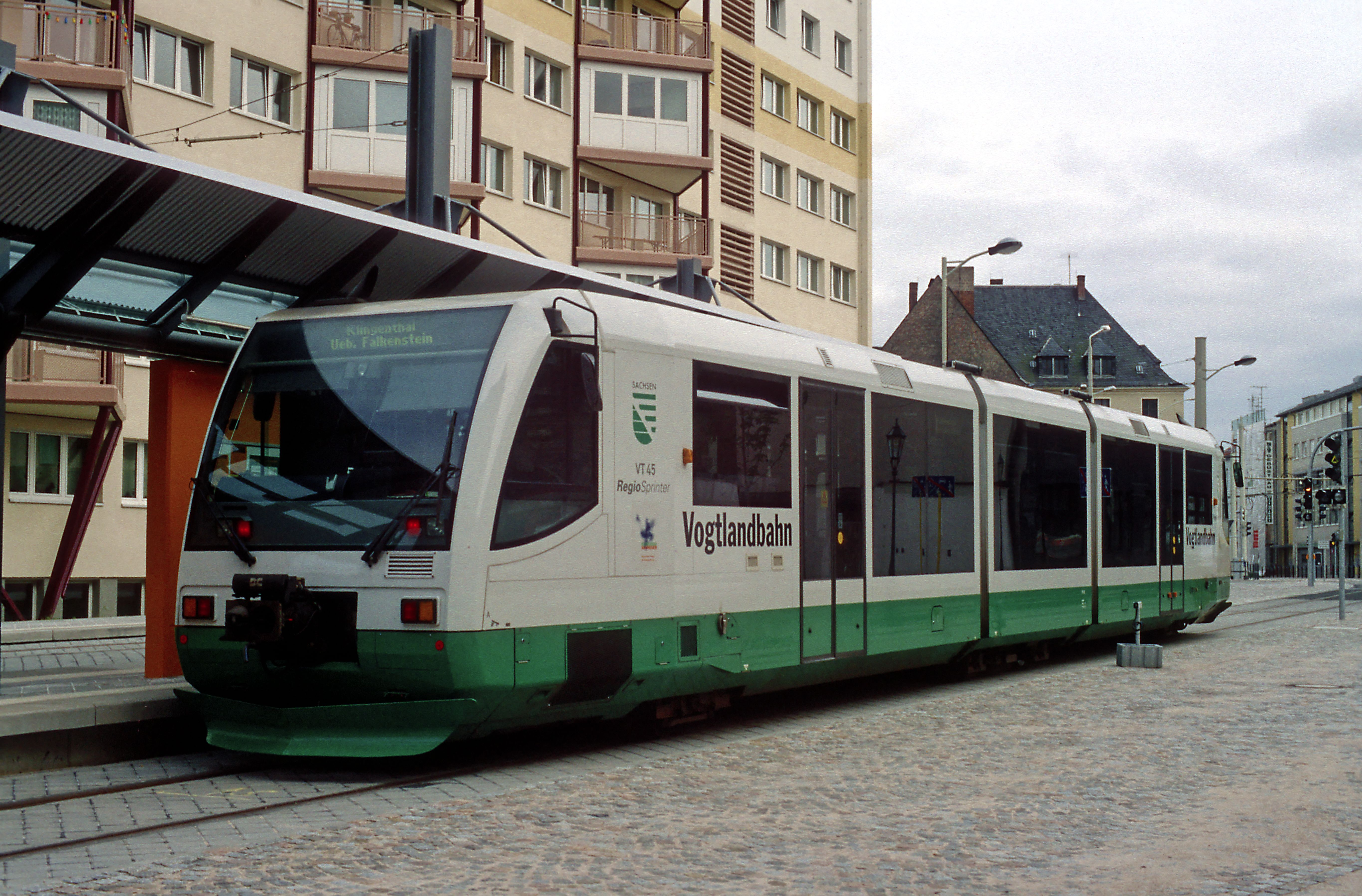
Triebwagen VT 45 mit BO-Strab-Ausrüstung am Streckenendpunkt Zwickau Zentrum

Eine Besonderheit im Netz der Vogtlandbahn ist die Durchbindung der Züge vom Hauptbahnhof Zwickau über Straßenbahngleise bis in die Nähe des zentralen Hauptmarkts. Da das Streckennetz der Vogtlandbahn überwiegend nicht elektrifiziert ist, fahren die Züge – anders als beispielsweise beim Karlsruher Modell – nicht mit dem Strom der Straßenbahn, sondern mit ihrem üblichen Dieselantrieb.